# Peter Salcher
Peter Salcher (Kreuzen, 10. kolovoza 1848. – Sušak, danas dio Rijeke, 4. listopada 1928.), austrijski fizičar. Studirao je fiziku na Sveučilištu u Grazu, gdje je doktorirao 1872. Nakon doktorata radio je na gimnaziji u Klagenfurtu, potom i u Trstu, a 1875. došao je na Carsko-kraljevsku Mornaričku akademiju u Rijeci za profesora fizike i mehanike i voditelja fizikalnoga kabineta; ondje je od 1880. vodio i meteorološku postaju. Riječka Akademija tada je bila jedna od vrhunskih visokoškolskih i znanstvenih ustanova Austro-Ugarske, s pomno odabranim kadrom te izvrsno opremljena. Na zamolbu E. Macha, koji nije uspijevao pokusima dokazati svoju teoriju udarnoga vala (Machov broj), Salcher je 1886. uz pomoć suradnika Sándora Rieglera, tadašnjega profesora kemije i fizike na riječkoj Višoj trgovačkoj školi, osmislio pokus i prvi na svijetu proveo ultrabrzo fotografsko snimanje pojava koje prate let puščanoga zrna kroz zrak. Snimanje je obavio metodom koju je izumio i od 1859. do 1864. razvio August Toepler, Salcherov profesor iz Graza. Kratka ekspozicija ostvarena je uporabom električne iskre, a ukupno je snimljeno 80 snimaka. Rezultate toga pokusa Salcher je u suradnji s E. Machom objavio 1887. u radu Fotografsko bilježenje pojava u zraku uzrokovanih projektilima (njem. Photographische Fixirung der durch Projectile in der Luft eingeleiteten Vorgänge). Prema svojoj zamisli, Salcher je nastavio pokuse i tijekom 1887., u suradnji s Johnom Whiteheadom, u riječkoj tvornici torpedâ snimao je nadzvučne pojave prigodom istjecanja zraka iz visokotlačnih spremnika. Danas se smatra da su ti pokusi bili ishodište razvoja suvremenih ispitivanja u aerodinamičkim tunelima. Mjesec dana nakon prve objave Röntgenova pokusa 1896., Salcher je na javnom predavanju u Rijeci, prvi u Hrvatskoj, demonstrirao uporabu rendgenskih zraka, a ubrzo nakon toga rendgenski se uređaj počeo rabiti u Riječkoj gradskoj bolnici. Salcher je bio jedna od najznačajnijih osoba ondašnjega riječkoga znanstvenog i kulturnog života, predavač i autor udžbenika, znanstvenih i popularnih članaka, djelatan član riječkoga Kluba prirodnih znanosti i istaknuti fotoamater.

## Machov broj
Machov broj ili skraćeno Mach (oznaka Ma) je omjer brzine v nekoga tijela i brzine zvuka c u istom sredstvu, uz jednake okolnosti, to jest: 
{\displaystyle Ma={\frac {v}{c}}}
pri čemu je:
{\displaystyle v} - brzina tijela
{\displaystyle c} - brzina zvuka u sredstvu u kojem se tijelo kreće.
Kadšto se brzina tijela u stanovitom sredstvu izražava nenormiranom mjerna jedinicom mah, što je poseban naziv za brzinu zvuka, to jest:
{\displaystyle mah=c}
pa se brzina tijela izražava u obliku:
{\displaystyle v=Ma\,\mathrm {maha} }
Brzine se, prema Machovu broju, razvrstavaju na podzvučne (Ma < 1) i nadzvučne (Ma > 1). Machov broj osobito je važan u aerodinamici velikih brzina, jer o njem ovisi stišljivost fluida. Tako se na primjer zrak oko zrakoplova koji leti podzvučnom brzinom može smatrati nestišljivim, dok se kod nadzvučnih brzina, zbog povećane stišljivosti zraka, pojavljuju udarni valovi koji ometaju let. Zbog toga se brzine leta nadzvučnih zrakoplova većinom iskazuju Machovim brojem. Machov broj nazvan je prema E. Machu, koji je prvi uočio značenje toga omjera i eksperimentalno to pokazao fotografiranjem udarnih valova pri letu puščanoga zrna, u čemu mu je pomogao riječki fizičar P. Salcher.

## Vanjske poveznice
- Peter Salcher Hrvatska tehnička enciklopedija, portal hrvatske tehničke baštine. LZMK